# Amanzimtoti
Amanzimtoti (kurz: Toti) ist eine Stadt in der südafrikanischen Metropolgemeinde eThekwini. Sie ist eine Küstenstadt südlich von Durbans Zentrum und liegt auf einer Höhe von 60 Metern über dem Meeresspiegel. 2011 hatte sie 13.813 Einwohner.
Den lokalen Legenden zufolge soll der Zulukönig Shaka mit seiner Armee an einem Flussufer gerastet haben. Als er das Wasser probierte, sagte er: „Kanti amanzi mtoti,“ (isiZulu) für „Das Wasser ist also süß.“ Der Fluss wurde danach Amanzimtoti („Süßwasser“) genannt.
Amanzimtoti ist für sein mildes Wetter und die Strände bekannt. Die Stadt ist ein beliebter Ferienort, insbesondere für Surfer und Zuschauer des Sardine Run, eines Naturschauspiels, bei dem tausende Delfine, Haie, andere Fische und Möwen sehr viele der sich auf Migration befindenden Sardinen fressen. Der Sardinenschwarm ist der größte der Welt. Man kann beobachten, wie Haie und Delfine die Sardinen gemeinsam an die Wasseroberfläche treiben und so die Seevögel besser an die Beute kommen. Viele Südafrikaner kommen während der Schulferien oder an langen Wochenenden hierher. Amanzimtoti liegt an der N2. Somit ist eine gute Verkehrsanbindung gewährleistet. Außerdem gibt es Sportanlagen und viele Einkaufsmöglichkeiten.

## Geschichte
Am 23. September 1985 verübte ein Mitglied der Umkhonto we Sizwe einen Bombenanschlag auf ein Einkaufszentrum in Amanzimtoti. Dabei starben 5 Menschen, 40 wurden verletzt.

## Sehenswürdigkeiten
Um Amanzimtoti gibt es viele wildlebende Tiere, so zum Beispiel Kapotter, Blauducker und Nataldrossel. Auch die Südliche Grünmeerkatze ist hier häufig in den Vororten und in den Naturschutzgebieten zu sehen.
Viele dieser Tiere leben entlang des Flusses Amanzimtoti oder in den Küstendünen. 1965 wurde am Flussufer das Naturschutzgebiet Ilanda Wilds eingerichtet. Dort gibt es auch den Vogelpark Umdoni Bird Sanctuary. Weitere Schutzgebiete sind Umbogavango, Vumbuka und der Pipeline Coastal Park.

## Söhne und Töchter der Stadt
- Connor Dowds (* 1993), Schauspieler
- Marc Polmans (* 1997), australischer Tennisspieler
- Zane Weir (* 1995), Kugelstoßer